# محمد يحيى رسول نجري
أستاذ القراء محمد يحيىٰ بن نور الله البلوشي ثم رسول نجري (توفي في 31 مايو 2020) مدرس باكستاني وقارئ للقرآن، اشتهر بالتجويد والقراءات.
درس قواعد التلاوة على يد إظهار أحمد تهانوي. وانضم رسول نجري إلى جامعة العزيزية في ساهيوال كمدرس عام 1970، ودرّس فيها لمدة خمسين عامًا تقريبًا. كان من معلمي سعود الشريم. اعتبر أبو القراءة في الباكستان.
كان والده راعي مركز جمعية أهل الحديث في منطقة ساهيوال، وهو شقيق زعيم حركة الإنصاف الباكستانية لمنطقة أوكارا، ووالد قاري حفيظ الله بلوچ، وحمو الصحفي عبد الباسط بلوچ. توفي في 31 مايو 2020 عن عمر يناهز 75 عامًا.

## مصنفاته
- أسهل التجويد في القرآن المجيد (الأردية)
- تحفة القراء لطالب التجويد والعلماء (الأردية)